# Манастир Јабука
Манастир Јабука припада Епархији милешевској Српске православне цркве. Налази се у селу Јабука (Пријепоље) на обронцима планине Јабуке.

## Садашњост
Манастир Јабука је новоосновани манастир и Пријепољском крају. Црква посвећена Светом пророку Илији, изграђена прилозима верника и донатора и уз подршку Милешевске епархије, биће освештана на Илиндан, када је на планини Јабуци изнад Пријепоља традиционално народни сабор.